# Nouhak Phoumsavanh
Nouhak Phoumsavanh (Mukdahan, 9 de abril de 1910 — 9 de setembro de 2008) é um político laociano, que exerceu o cargo de presidente do país entre 1992, quando sucedeu Kaysone Phomvihane, e 1998, sucedido por Khamtai Siphandon. Governou sob a eleição do Partido Popular Revolucionário do Laos, de caráter socialista, e participou do Pathet Lao em 1975.